# Sven Weckström
Sven Erik  Weckström, född 4 december 1893 i Helsingfors, död där 7 augusti 1921, var en finländsk jägarmajor. 
Weckström, som sedan 1912 bedrivit medicinska studier, avreste i februari 1915 som en av de första till Lockstedter Lager i Lockstedt. Han deltog i striderna på östfronten och kommenderades i augusti 1916 i etappärenden till hemlandet, där han sårades svårt vid den så kallade kalabaliken i Simo och därefter fram till februarirevolutionen 1917 hölls fängslad i Uleåborg. Han reste sedan tillbaka till Tyskland och återvände som ryttmästare; var under finska inbördeskriget 1918 chef för Karelska jägarregementet till häst och ledde huvuddelarna av regementet i operationerna vid Viborg. Han tjänstgjorde från 1920 som tillförordnad chef för armébefälhavarens stab.